# トレノケートホールディングス
トレノケートホールディングス株式会社（英: Trainocate Holdings, Ltd.）は、傘下にてIT業界向けの教育などの事業を行う日本の持株会社。

## 概要
元々はDEC（現・ヒューレット・パッカード）の教育研修事業部門が独立した会社、米nl:Global Knowledgeの日本支社として1995年12月6日に設立されたが、2004年にグループから独立し、更に2017年に現在の「トレノケート」の商号となった。その後2017年10月16日をもって会社分割により持株会社に移行。
傘下のトレノケートはIT育成専門企業として25年の実績を持ち、米Training Industryにより2020年以降、4年連続でTop 20 Training Companiesに選出されている。その他、Amazon Web Services、マイクロソフト、Google、シスコなどのITベンダーからの受賞経験もある。
2024年5月現在では、世界15の国と地域で事業を展開する。
現在、ITベンダーの傘下に属さない、いわゆる独立系のIT人材育成企業である。

## 沿革
- 1995年12月6日 - ディジタル・イクイップメント・コーポレーション（現・ヒューレット・パッカード）の教育研修事業部門が独立したグローバル ナレッジ ネットワークの日本支社として、グローバルナレッジネットワーク株式会社創業
- 2004年3月5日 - ジャフコから出資を受けてのMBOにより、グループから独立
- 2006年 - インターネット総合研究所と新株予約権付社債および新株予約権の引受契約を締結[12]。インターネット総合研究所の子会社となる[12]
- 2011年 - 全株式の譲渡により、IRIグループから独立[13]。アメリカン マネジメント アソシエーション インターナショナル（AMA）の日本における全事業を譲り受け、子会社グローバル ナレッジ マネジメント センター（現・クインテグラル）を設立
- 2012年 - 海外進出を開始。Global Knowledge Network Asia Pte, Ltd.をグループ化（シンガポール、マレーシア、インド）
- 2013年 - トレノケートインドネシアをグループ化。
- 2014年 - トレノケートタイ・トレノケートベトナムを創業。株式会社クリスクをグループ化
- 2017年 - グローバルナレッジネットワークからトレノケートへ商号変更。香港法人Kornerstoneと戦略事業提携。クインテグラルアジアをグループ化（フィリピン、シンガポール、マレーシア）
- 2018年 - 米国法人TLG Learningと戦略事業提携。トレノケート台湾を設立
- 2019年 - Kornerstone、コラム（ともに香港法人）と上海にて中国合弁会社を創業
- 2020年 - トレノケートフィリピンをクインテグラルフィリピンから分離。トレノケートスリランカを設立。株式会社クリスクを完全子会社化
- 2021年 - トレノケートオーストラリアを設立。杉島泰斗が代表取締役社⻑に、小澤隆が代表取締役会⻑に就任
- 2022年 - トレノケートUAEを設立。
- 2024年 - 小澤 隆が代表取締役社長に就任

## 賞歴
- 2020年 - Training Industry 2020 Top IT Training Companies、Google Cloud Authorized Training Partner of the Year 2020 (APAC)、AWS Authorized Instructor of the Year 2020
- 2021年 - Training Industry 2021 Top IT Training Companies、Microsoft Partner of the year 2021 Learning (Worldwide)、Google Cloud Authorized Training Partner of the Year 2020 (APAC)、2021 APN AWS Top Engineers
- 2022年 - Training Industry 2022 Top IT Training Companies、2022 Global AWS Training Partner of the Year、Google Cloud Regional ATP of the year 2021 in APAC、Cisco Instructor Award 2022
- 2023年 - Training Industry 2023 Top IT and Technical Training Companies、2023 AWS Training Partner of the Year - Global Award、Cisco Instructor Award 2023、VMware Partner of the Year for 2023 (SEAK)、AWS Authorized Instructor Award 2022、Cisco Instructor Excellence Award 2023
- 2024年 - 2024 Google Cloud Training Partner of the Year Award for Japan、Cisco Instructor Excellence Award 2024[14]

## グループ会社
2021年12月1日現在
日本国内
- トレノケート株式会社
- クインテグラル株式会社
- 株式会社クリスク

海外
- Trainocate (S) Pte Ltd (シンガポール)
- TRAINOCATE (M) SDN. BHD. (マレーシア)
- Trainocate Networks India Private Limited (インド)
- Trainocate Gulf (UAE)
- Trainocate Lanka Pvt Ltd. (スリランカ)
- PT. Trainocate Networks Indonesia (インドネシア)
- Trainocate (Thailand) Company Limited (タイ)
- Trainocate Philippines Inc (フィリピン)
- Trainocate Taiwan Co. Ltd. (台湾)
- Trainocate Australia Pty Ltd (オーストラリア)
- Trainocate Vietnam (ベトナム)
- Quintegral Pte. Ltd. (シンガポール)
- Quintegral Sdn. Bhd. (マレーシア)
- Quintegral Philippines, Inc. (フィリピン)
- Clisk Co.,Ltd. (タイ)
- TLG Learning（米国）
- Kornerstone Limited（香港）
- Kornerstone Limited Shanghai Office (中国)